# Yoani Sánchez
Yoani Maria Sánchez Cordero (L'Avana, 4 settembre 1975) è una blogger e giornalista cubana.
Ha ottenuto grande fama e molti premi a livello internazionale per il suo blog, Generación Y (in italiano, Generazione Y), dal quale presenta un resoconto critico della realtà del suo Paese. Nonostante le continue limitazioni imposte (e riprese dai media di tutto il mondo) da parte del Governo cubano fra il 2008 e il 2011, è il blog cubano più seguito: pubblicato in spagnolo e altre 20 lingue (grazie ad un server della svizzera tedesca), conta fino a 14 milioni di accessi e migliaia di commenti ogni mese.
La Sánchez è inoltre attiva nel chiedere svolte importanti, sia in campo politico che economico, nella promozione della blogosfera alternativa cubana e nella denuncia delle violazioni dei diritti umani a Cuba. Oltre a promuovere progetti editoriali a Cuba, collabora con varie testate e siti internazionali, come The Huffington Post, France 24 e Internazionale, e con varie organizzazioni e fondazioni, come la Fundación Internacional de Jóvenes Líderes para Cuba.

## Biografia
Laureata in filologia nel 2000, alla Università dell'Avana, nel 2002 emigra nella Svizzera tedesca. Per due anni scolastici impara la lingua tedesca e l'uso di internet, e durante le vacanze scolastiche visita la Germania. Quindi rientra a Cuba nel 2004. All'Avana nel 2005-06 progetta un blog sponsorizzato dalla società web tedesca Cronon AG, e nell'aprile del 2007 crea Generación Y (il suo personale blog che le ha dato rinomanza internazionale) dove pubblica regolarmente storie di vita cubana, caratterizzate da un tono critico nei confronti del governo. Abita all'Avana in un grattacielo statale vicino alla Plaza de la Revolución, assieme al marito cubano coetaneo e al figlio diciottenne. Suo zio Adolfo Fernandez venne esiliato dopo che, con l'aiuto diplomatico della Chiesa, venne fatto scarcerare e sua sorella lasciò Cuba nel 2010.
È una delle più influenti voci sulla realtà cubana. Il suo blog è stato bloccato dal 2008 al 2011 agli utenti cubani ed è stata perseguitata in passato dalle autorità cubane. In Italia, i suoi articoli in passato sono stati pubblicati dalla rivista Internazionale e dal quotidiano La Stampa, che pubblica il suo blog sul sito LaStampa.it/GeneracionY. Nell'aprile 2007 è stata pubblicata presso Rizzoli una raccolta di post del suo blog col titolo Cuba Libre - vivere e scrivere all'Avana.
Il 6 novembre 2009 afferma di essere stata brevemente arrestata nelle strade de L'Avana mentre si recava a una manifestazione contro la violenza, insieme ad altri blogger amici. Secondo quanto riportato dagli stessi tramite Twitter, interviste e poi sul blog di Yoani, Generación Y, il gruppo ha subito "abusi verbali e pesanti percosse". L'episodio è stato ampiamente ripreso (e commentato) dalla blogosfera e dai media internazionali, incluso un lancio dell'agenzia Reuters. Altre fonti, in molti casi vicine ideologicamente al governo cubano, considerano Yoani Sanchez una finta dissidente finanziata dagli americani in chiave anticastrista.
Il 16 dicembre 2010 Wikileaks ha pubblicato un cablogramma in cui la Sánchez lamenta ai diplomatici americani l'impossibilità di fare acquisti su Internet tramite PayPal, e annuncia che «simili angoscianti restrizioni» alle libertà personali non possono che «favorire un cambiamento», ovvero la caduta del dittatore Castro. PayPal è comunque una azienda statunitense che non può operare a Cuba, per via dell'embargo contro Cuba imposto unilateralmente dagli Stati Uniti.
Il 1º gennaio 2011 viene pubblicato online il film documentario Wishes on a Falling Star, che mostra gli aspetti meno visibili della vita dei cubani commentata da una lunga intervista concessa dalla Sánchez in via esclusiva. Il 5 ottobre 2012 viene fermata a Cuba e portata in un appartamento di Bayamo dalla polizia cubana, dove viene interrogata (e rilasciata dopo 24 ore). Con altri attivisti era intenzionata a seguire il processo al giovane politico spagnolo Angel Carromero, autista e amico del dissidente cubano Oswaldo Payá. (Carromero, processato con l'accusa di avere provocato la morte di Paya in un incidente stradale a Cuba, è stato condannato e rimpatriato in Spagna).
Nel 2013 è stato pubblicato Yoani Sánchez - In attesa della primavera (Edizioni Anordest), biografia della blogger con accurata scelta antologica di scritti in ordine cronologico. Ma attualmente Lupi è in rotta con la Sánchez. Nel febbraio 2013, Yoani Sánchez, dopo avere ottenuto un nuovo passaporto cubano, è partita in aereo dall'Avana per un "giro del mondo in 80 giorni"). Il 28 aprile del 2013, ospite al Festival internazionale del giornalismo di Perugia subisce delle contestazioni verso il suo operato: dopo la presentazione da parte di Mario Calabresi, un gruppo di circa trenta manifestanti filocastristi sale sul palco con bandiere e volantini lanciati in aria, a loro volta contestati da alcuni anticastristi presenti nel pubblico. Nel 2014 e 2015 la Sánchez ha continuato a girare il mondo, invitata da editori conservatori.

## Critiche
Il Governo di Cuba e i suoi organi di informazione hanno spesso accusato la Sánchez di essere una mercenaria al soldo degli Stati Uniti d'America o di grandi gruppi editoriali come il Gruppo PRISA, di incitare alla violenza, di denigrare la rivoluzione cubana e di fomentare la sovversione interna, di ingiuriare Cuba e di inviare messaggi basati sui principi della guerra cibernetica del Pentagono. In più, si è insinuato che il server tedesco Cronon AG, al quale si appoggia, ospiti anche siti di estrema destra e neonazisti.
Alcune associazioni filo-cubane hanno inoltre sottolineato come la limitazione nell'uso degli strumenti informatici e la mancanza di libertà di espressione denunciate dalla Sánchez siano in contrasto con l'uso perfettamente regolare degli strumenti stessi da parte sua al fine di effettuare quotidiani attacchi al governo.
Dopo che la Sánchez ha disdetto il suo contratto con La Stampa, il suo biografo e traduttore italiano Gordiano Lupi ha pubblicato una lettera aperta nella quale si scaglia contro la blogger cubana: "Yoani Sánchez ha disdetto il contratto con La Stampa e ha fatto di me un uomo libero, ché fino a ieri non potevo dire quel che pensavo, visto che la traducevo. Adesso che non ho più alcun legame e che gli interessi della blogger più ricca e premiata del mondo vengono gestiti dalla sua agente, Erica Berla, posso togliermi i sassolini dalle scarpe. Mi stavano facendo un male…".

## Premi e riconoscimenti
Yoani Sánchez ha ricevuto numerosi premi e riconoscimenti, fra cui il Premio Ortega y Gasset per il giornalismo digitale nel 2008, la menzione speciale del Premio Maria Moors Cabot per la sua attività di blogger nel 2009 e l'inserimento nella lista degli International Press Institute World Press Freedom Heroes nel 2010. La rivista Time l'ha inserita nella lista delle 100 persone più influenti al mondo del 2008, motivando così la scelta: "sotto il naso di un regime che non ha mai tollerato il dissenso, la Sánchez è riuscita a esercitare una facoltà che i giornalisti legati al cartaceo, nel suo Paese, non possono esercitare: la libertà di parola". Nel novembre 2009, il presidente statunitense Barack Obama ha scritto che il suo blog «rappresenta per il mondo una «finestra» eccezionale sulla realtà della vita quotidiana a Cuba» e ha applaudito i suoi sforzi per "incoraggiare i compagni cubani a esprimersi utilizzando la tecnologia".
Ha ricevuto inoltre altri riconoscimenti da molte riviste come El País, Foreign Policy, Gatopardo e Diario Perfil. Il Governo cubano le ha tuttavia sempre impedito di uscire dal Paese per andare a ritirarli. Il blocco è stato esteso anche ad altre manifestazioni, come il Festival Internazionale del Cinema-documentario di Praga, a cui era stata invitata per far parte della giuria.
Nicholas Lemann, decano della Scuola di giornalismo della Columbia University, ha criticato la decisione di impedire alla blogger di ritirare il premio assegnatole dalla sua università, affermando che il Governo cubano «dovrebbe valutare il lavoro della signora Sánchez come un segno del fatto che i giovani cubani sono pronti a portare Cuba in un futuro migliore - un futuro in cui ci sarà quella stampa libera che il popolo di Cuba merita».
La Sánchez ha espresso più volte la sua intenzione di impiegare la parte in denaro dei premi ricevuti per promuovere la creazione di mezzi di comunicazione indipendenti a Cuba.

### Altri premi
- The BOBs: 2008[51]
- Premio Giovani Leader Mondiali: 2009[52]
- Premio CEPOS per la libertà: 2009[53]
- Heroes of the Hemisphere Award: 2009[54]
- Premio Principe Claus: 2010[55]
- Premio Internazionale Jaime Brunet: 2010[56]
- International Women of Courage Award: 2011[57]
- Inserita tra i "10 Intellettuali Ibero americani più influenti" dell'anno dalla rivista Foreign Policy: 2012[58]

## Libri
- (PT) De Cuba com carinho, San Paolo del Brasile, Contexto, 2009, ISBN 978-85-7244-449-1.
- (ES) Cuba libre: vivir y escribir en La Habana, Madrid, Debate, 2010, ISBN 978-956-258-325-1.
- (EN) Havana Real: One Woman Fights to Tell the Truth about Cuba Today, New York, Melville House, 2011, ISBN 978-1-935554-25-7.
- (ES) WordPress: Un blog para hablar al mundo, Madrid, Anaya Multimedia, 2011, ISBN 978-84-415-2892-5.
- In attesa della primavera, edizioniAnordest, 2013, ISBN 978-88-96742-77-8.